# Ялышев
Я́лышев (укр. Ялишів) — село на Украине, находится в Барановском районе Житомирской области.
Код КОАТУУ — 1820687601. Население по переписи 2001 года составляет 150 человек. Почтовый индекс — 12726. Телефонный код — 4144. Занимает площадь 0,7 км².

## Адрес местного совета
12726, Житомирская область, Барановский р-н, с.Ялышев